# Bahnstrecke Haifa–Beirut–Tripoli
| Klippe von Rosch haNiqra |                      |                                                                                     |                                                                                     |
| Streckenlänge: | 226 km               |                                                                                     |                                                                                     |
| Spurweite: | 1435 mm (Normalspur) |                                                                                     |                                                                                     |
| |                      |                                                                                     |                                                                                     |
| \| \| \| \| \| \| \| \| Küstenbahn der Hauptlinie von Tel Aviv wie ehemals per Sinai- und Ostbahn von Kairo \| \| \| \| \| \| \| \| \| -2,8 \| Haifa Bat Gallim \| Haifa Bat Gallim \| \| \| -2,7 \| Karmel \| Karmel \| \| \| \| ↔ Haifa Hafen \| \| \| \| \| ← Haifa Pier \| \| \| \| -1,5 \| Haifa Merkaz – haSchmonah ab 1937 \| Haifa Merkaz – haSchmonah ab 1937 \| \| \| \| \| \| \| \| 0,0 \| Haifa Mizrach (Ost) 1904–1990er Jahre heute Israelisches Eisenbahnmuseum \| Haifa Mizrach (Ost) 1904–1990er Jahre heute Israelisches Eisenbahnmuseum \| \| \| \| \| \| \| \| \| Kvisch (Golfroute) \| \| \| \| \| → Gleis zur Ölmühle Schemen \| \| \| \| \| ← Anschluss Steinbruch \| \| \| \| \| Haifa Rangierbahnhof \| \| \| \| \| ↔ Anschluss Raffinerie und Kraftwerk \| \| \| \| \| Gescher Paz im Zuge des Rechov Cheletz \| \| \| \| \| \| \| \| \| 2,0 \| ← Jesreʾeltalbahn, Zweigstrecke der Hedschasbahn nach Darʿa \| ← Jesreʾeltalbahn, Zweigstrecke der Hedschasbahn nach Darʿa \| \| \| \| \| \| \| \| \| → Qischonhafen und Mispanot Israel \| \| \| \| \| \| \| \| \| \| ↔ Kvisch mit ← Karmeltunnel \| \| \| \| \| → Luftseilbahn haRakkavlit \| \| \| \| \| Haifa Merkazit haMifratz seit 2001 \| \| \| \| \| ← Neue Jesreʾeltalbahn nach Beit Scheʾan \| \| \| \| 5,0 \| Qischon \| Qischon \| \| \| \| \| \| \| \| \| ← Anschluss Iraq-Petroleum-Raffinerie BaZa"N und Deschanim-Chemiewerk \| \| \| \| \| \| \| \| \| \| \| \| \| \| \| ← Bahnstrecke Haifa–Nazareth nach Nazareth seit 2020 in Bau \| \| \| \| \| \| \| \| \| 5,4 \| \| \| \| \| 5,5 \| Qischon Ausbesserungswerk (PR/RI) \| Qischon Ausbesserungswerk (PR/RI) \| \| \| 7,4 \| Haifa Chutzot haMifratz seit 2001 \| Haifa Chutzot haMifratz seit 2001 \| \| \| 8,0 \| Haifa Qirjat Chaim seit 1937 \| Haifa Qirjat Chaim seit 1937 \| \| \| 9,1 \| Qirjat Motzkin seit 1937 \| Qirjat Motzkin seit 1937 \| \| \| \| \| \| \| \| 17,4 \| Mischmar haJam \| Mischmar haJam \| \| \| \| \| \| \| \| \| \| \| \| \| \| ← Karmielbahn nach Karmiel \| \| \| \| \| \| \| \| \| 18,7 \| Naʿaman \| Naʿaman \| \| \| \| \| \| \| \| 19,1 \| → Abzweig Naʿaman nach Akko Kopfbahnhof 1913–1915, 1919–1948 \| → Abzweig Naʿaman nach Akko Kopfbahnhof 1913–1915, 1919–1948 \| \| \| \| \| \| \| \| \| \| \| \| \| 20,2 \| ← britische Militärbasis al-Manschiyya \| ← britische Militärbasis al-Manschiyya \| \| \| \| \| \| \| \| \| \| \| \| \| 20,6 \| → britische Militärbasis al-Manschiyya \| → britische Militärbasis al-Manschiyya \| \| \| \| \| \| \| \| 20,7 \| ʿAkko seit 1941 (Durchgangsbahnhof) \| ʿAkko seit 1941 (Durchgangsbahnhof) \| \| \| 23,0 \| Bustan haGalil \| Bustan haGalil \| \| \| \| Atar Jasaf \| \| \| \| 26,5 \| Schavei Zion \| Schavei Zion \| \| \| 29,0 \| Naharija Darom (Süd) \| Naharija Darom (Süd) \| \| \| 29,5 \| Naharija \| Naharija \| \| \| 34,9 \| Kesiv \| Kesiv \| \| \| \| \| \| \| \| 36,5 \| az-Zib 1942–1948 HBT-Betriebswerk seit 1948 Betzet \| az-Zib 1942–1948 HBT-Betriebswerk seit 1948 Betzet \| \| \| \| \| \| \| \| 37,36 \| ← Anschlussgleis der Britischen Armee \| ← Anschlussgleis der Britischen Armee \| \| \| \| Klippen von Rosch haNiqra \| \| \| \| \| \| \| \| \| 39,9 \| Betriebswechsel: ↑ PR; ab 1948 RI/ ↓ War Department; ab 1946 CEL \| Betriebswechsel: ↑ PR; ab 1948 RI/ ↓ War Department; ab 1946 CEL \| \| \| \| \| \| \| \| \| \| \| \| \| 39,9 \| Grenze Israel (Mandats-Palästina) / Libanon (Mandats-Libanon) \| Grenze Israel (Mandats-Palästina) / Libanon (Mandats-Libanon) \| \| \| \| \| \| \| \| \| \| \| \| \| \| \| \| \| \| 44,0 \| Naqura \| Naqura \| \| \| \| Iskandarouna \| \| \| \| 55 \| Mansouri \| Mansouri \| \| \| 59 \| Raʾs al-ʿAin \| Raʾs al-ʿAin \| \| \| \| ar-Raschidiya \| \| \| \| 67 \| Tyrus \| Tyrus \| \| \| 72 \| Burghliye (البرغلية) \| Burghliye (البرغلية) \| \| \| 76 \| Bordsch el-Haoua (برج الهوا) \| Bordsch el-Haoua (برج الهوا) \| \| \| \| Litani \| \| \| \| \| Maṭariyat al-Schūmār \| \| \| \| 85 \| Inṣāriyya \| Inṣāriyya \| \| \| 89 \| Sarafand \| Sarafand \| \| \| \| ʿAddūsiyya (العدوسية) \| \| \| \| \| ← Anschlussgleis Raffinerie Zahraniye \| \| \| \| 99 \| Ghāziyya (غازية) \| Ghāziyya (غازية) \| \| \| 102 \| Sayda \| Sayda \| \| \| 117 \| Nahr al-Awali \| Nahr al-Awali \| \| \| \| ← Raʾs an-Nabi Younes \| \| \| \| 108 \| Bardscha \| Bardscha \| \| \| \| Dschiye \| \| \| \| \| Saʿadiyat (السعديات) \| \| \| \| \| Nahr ad-Damur \| \| \| \| 117 \| Damur \| Damur \| \| \| \| Khalde \| \| \| \| \| Tahwitet el-Ghadir \| \| \| \| \| Libanonbahn von Damaskus \| \| \| \| 129 \| Hadath \| Hadath \| \| \| \| \| \| \| \| \| \| \| \| \| -3,0 \| Beirut-Maritime 5 m ü.d.M (Normalspur seit 1942) \| Beirut-Maritime 5 m ü.d.M (Normalspur seit 1942) \| \| \| \| \| \| \| \| -2,0 \| Beirut Port \| Beirut Port \| \| \| 135,50,0 \| Beirut-St-Michel Libanonbahn Ende \| Beirut-St-Michel Libanonbahn Ende \| \| \| \| Libanonbahn \| \| \| \| \| \| \| \| \| 129 \| al-Dora (الدورا) \| al-Dora (الدورا) \| \| \| 127,6 \| → ʿAmaret Chalhub \| → ʿAmaret Chalhub \| \| \| 124 \| Dschdaide \| Dschdaide \| \| \| 122 \| Antelias \| Antelias \| \| \| 119 \| Dbayeh \| Dbayeh \| \| \| 117 \| Nahr al-Kalb \| Nahr al-Kalb \| \| \| 115 \| Ḏuq Mikayel \| Ḏuq Mikayel \| \| \| 110 \| Dschunie \| Dschunie \| \| \| 109 \| Maʿameltayn (معاملتين; zu Dschunie) \| Maʿameltayn (معاملتين; zu Dschunie) \| \| \| 107 \| Tabardscha \| Tabardscha \| \| \| 104 \| Buwār (بوار) \| Buwār (بوار) \| \| \| \| Abraham \| \| \| \| 103 \| Nahr Ibrahim \| Nahr Ibrahim \| \| \| 97 \| Dschbail \| Dschbail \| \| \| 94 \| ʿAmschit \| ʿAmschit \| \| \| 83 \| Batrun \| Batrun \| \| \| \| Nahr el-Jaouz \| \| \| \| 81 \| Kubba \| Kubba \| \| \| 76 \| Hannusch (حنوش) \| Hannusch (حنوش) \| \| \| \| Raʾs Schikka-Tunnel etwa 1500m \| \| \| \| 68 \| ← Schikka Zementfabrik \| ← Schikka Zementfabrik \| \| \| 66 \| Schikka \| Schikka \| \| \| 60 \| Enfeh \| Enfeh \| \| \| 50 \| Al-Qalamun \| Al-Qalamun \| \| \| 45 \| Abu Khalakheh \| Abu Khalakheh \| \| \| 43 \| Al-Bahssas \| Al-Bahssas \| \| \| \| ↔ Hafen Tripoli \| \| \| \| 41 \| Tripoli \| Tripoli \| \| \| \| ↓ Bahnstrecke nach Homs und Istanbul \| \| |                      |                                                                                     |                                                                                     |
| |                      |                                                                                     |                                                                                     |
| Strecke |                      | Küstenbahn der Hauptlinie von Tel Aviv wie ehemals per Sinai- und Ostbahn von Kairo | Küstenbahn der Hauptlinie von Tel Aviv wie ehemals per Sinai- und Ostbahn von Kairo |
| |                      |                                                                                     |                                                                                     |
| Bahnhof | -2,8                 | Haifa Bat Gallim                                                                    | Haifa Bat Gallim                                                                    |
| ehemaliger Haltepunkt / Haltestelle | -2,7                 | Karmel                                                                              | Karmel                                                                              |
| Abzweig geradeaus, nach links und von links |                      | ↔ Haifa Hafen                                                                       | ↔ Haifa Hafen                                                                       |
| Abzweig geradeaus und von links |                      | ← Haifa Pier                                                                        | ← Haifa Pier                                                                        |
| Bahnhof | -1,5                 | Haifa Merkaz – haSchmonah ab 1937                                                   | Haifa Merkaz – haSchmonah ab 1937                                                   |
| |                      |                                                                                     |                                                                                     |
| ehemaliger Bahnhof | 0,0                  | Haifa Mizrach (Ost) 1904–1990er Jahre heute Israelisches Eisenbahnmuseum            | Haifa Mizrach (Ost) 1904–1990er Jahre heute Israelisches Eisenbahnmuseum            |
| |                      |                                                                                     |                                                                                     |
| Strecke mit Straßenbrücke |                      | Kvisch (Golfroute)                                                                  | Kvisch (Golfroute)                                                                  |
| Abzweig geradeaus und ehemals nach links |                      | → Gleis zur Ölmühle Schemen                                                         | → Gleis zur Ölmühle Schemen                                                         |
| Abzweig geradeaus und ehemals nach rechts |                      | ← Anschluss Steinbruch                                                              | ← Anschluss Steinbruch                                                              |
| Dienststation / Betriebs- oder Güterbahnhof |                      | Haifa Rangierbahnhof                                                                | Haifa Rangierbahnhof                                                                |
| Abzweig geradeaus, nach links und von links |                      | ↔ Anschluss Raffinerie und Kraftwerk                                                | ↔ Anschluss Raffinerie und Kraftwerk                                                |
| Strecke mit Straßenbrücke |                      | Gescher Paz im Zuge des Rechov Cheletz                                              | Gescher Paz im Zuge des Rechov Cheletz                                              |
| |                      |                                                                                     |                                                                                     |
| Abzweig geradeaus und ehemals nach rechts | 2,0                  | ← Jesreʾeltalbahn, Zweigstrecke der Hedschasbahn nach Darʿa                         | ← Jesreʾeltalbahn, Zweigstrecke der Hedschasbahn nach Darʿa                         |
| |                      |                                                                                     |                                                                                     |
| Abzweig geradeaus und nach links |                      | → Qischonhafen und Mispanot Israel                                                  | → Qischonhafen und Mispanot Israel                                                  |
| Abzweig nach halblinks und nach halbrechts |                      |                                                                                     |                                                                                     |
| Strecke von halblinks · Strecke von halbrechts |                      | ↔ Kvisch mit ← Karmeltunnel                                                         | ↔ Kvisch mit ← Karmeltunnel                                                         |
| Kreuzung · Strecke von rechts · Strecke Ende Hochstrecke |                      | → Luftseilbahn haRakkavlit                                                          | → Luftseilbahn haRakkavlit                                                          |
| Bahnhof · Kopfbahnhof Streckenende · Bahnhof |                      | Haifa Merkazit haMifratz seit 2001                                                  | Haifa Merkazit haMifratz seit 2001                                                  |
| Strecke nach rechts · Strecke von links · Strecke nach rechts |                      | ← Neue Jesreʾeltalbahn nach Beit Scheʾan                                            | ← Neue Jesreʾeltalbahn nach Beit Scheʾan                                            |
| Brücke über Wasserlauf | 5,0                  | Qischon                                                                             | Qischon                                                                             |
| |                      |                                                                                     |                                                                                     |
| Abzweig geradeaus und nach rechts |                      | ← Anschluss Iraq-Petroleum-Raffinerie BaZa"N und Deschanim-Chemiewerk               | ← Anschluss Iraq-Petroleum-Raffinerie BaZa"N und Deschanim-Chemiewerk               |
| |                      |                                                                                     |                                                                                     |
| |                      |                                                                                     |                                                                                     |
| Abzweig geradeaus und ehemals nach rechts |                      | ← Bahnstrecke Haifa–Nazareth nach Nazareth seit 2020 in Bau                         | ← Bahnstrecke Haifa–Nazareth nach Nazareth seit 2020 in Bau                         |
| |                      |                                                                                     |                                                                                     |
| Abzweig geradeaus und nach links · Strecke von rechts | 5,4                  |                                                                                     |                                                                                     |
| Strecke · Betriebs-/Güterbahnhof Streckenende | 5,5                  | Qischon Ausbesserungswerk (PR/RI)                                                   | Qischon Ausbesserungswerk (PR/RI)                                                   |
| Bahnhof | 7,4                  | Haifa Chutzot haMifratz seit 2001                                                   | Haifa Chutzot haMifratz seit 2001                                                   |
| Bahnhof | 8,0                  | Haifa Qirjat Chaim seit 1937                                                        | Haifa Qirjat Chaim seit 1937                                                        |
| Bahnhof | 9,1                  | Qirjat Motzkin seit 1937                                                            | Qirjat Motzkin seit 1937                                                            |
| |                      |                                                                                     |                                                                                     |
| ehemaliger Haltepunkt / Haltestelle | 17,4                 | Mischmar haJam                                                                      | Mischmar haJam                                                                      |
| |                      |                                                                                     |                                                                                     |
| |                      |                                                                                     |                                                                                     |
| Abzweig geradeaus und nach rechts |                      | ← Karmielbahn nach Karmiel                                                          | ← Karmielbahn nach Karmiel                                                          |
| |                      |                                                                                     |                                                                                     |
| Brücke über Wasserlauf | 18,7                 | Naʿaman                                                                             | Naʿaman                                                                             |
| |                      |                                                                                     |                                                                                     |
| Abzweig geradeaus und ehemals nach links · Kopfbahnhof Streckenende und quer (Strecke außer Betrieb) | 19,1                 | → Abzweig Naʿaman nach Akko Kopfbahnhof 1913–1915, 1919–1948                        | → Abzweig Naʿaman nach Akko Kopfbahnhof 1913–1915, 1919–1948                        |
| |                      |                                                                                     |                                                                                     |
| |                      |                                                                                     |                                                                                     |
| Abzweig geradeaus und ehemals nach rechts | 20,2                 | ← britische Militärbasis al-Manschiyya                                              | ← britische Militärbasis al-Manschiyya                                              |
| |                      |                                                                                     |                                                                                     |
| |                      |                                                                                     |                                                                                     |
| Abzweig geradeaus und ehemals von rechts | 20,6                 | → britische Militärbasis al-Manschiyya                                              | → britische Militärbasis al-Manschiyya                                              |
| |                      |                                                                                     |                                                                                     |
| Bahnhof | 20,7                 | ʿAkko seit 1941 (Durchgangsbahnhof)                                                 | ʿAkko seit 1941 (Durchgangsbahnhof)                                                 |
| ehemaliger Haltepunkt / Haltestelle | 23,0                 | Bustan haGalil                                                                      | Bustan haGalil                                                                      |
| ehemaliger Bahnhof |                      | Atar Jasaf                                                                          | Atar Jasaf                                                                          |
| ehemaliger Bahnhof | 26,5                 | Schavei Zion                                                                        | Schavei Zion                                                                        |
| ehemaliger Bahnhof | 29,0                 | Naharija Darom (Süd)                                                                | Naharija Darom (Süd)                                                                |
| Bahnhof | 29,5                 | Naharija                                                                            | Naharija                                                                            |
| Brücke über Wasserlauf | 34,9                 | Kesiv                                                                               | Kesiv                                                                               |
| |                      |                                                                                     |                                                                                     |
| Betriebs-/Güterbahnhof Strecke ab hier außer Betrieb | 36,5                 | az-Zib 1942–1948 HBT-Betriebswerk seit 1948 Betzet                                  | az-Zib 1942–1948 HBT-Betriebswerk seit 1948 Betzet                                  |
| |                      |                                                                                     |                                                                                     |
| Abzweig geradeaus und nach rechts (Strecke außer Betrieb) | 37,36                | ← Anschlussgleis der Britischen Armee                                               | ← Anschlussgleis der Britischen Armee                                               |
| Tunnelanfang (Strecke außer Betrieb) |                      | Klippen von Rosch haNiqra                                                           | Klippen von Rosch haNiqra                                                           |
| |                      |                                                                                     |                                                                                     |
| Kilometer-Wechsel (Strecke außer Betrieb) (im Tunnel) | 39,9                 | Betriebswechsel: ↑ PR; ab 1948 RI/ ↓ War Department; ab 1946 CEL                    | Betriebswechsel: ↑ PR; ab 1948 RI/ ↓ War Department; ab 1946 CEL                    |
| |                      |                                                                                     |                                                                                     |
| |                      |                                                                                     |                                                                                     |
| Grenze (Strecke außer Betrieb) (im Tunnel) | 39,9                 | Grenze Israel (Mandats-Palästina) / Libanon (Mandats-Libanon)                       | Grenze Israel (Mandats-Palästina) / Libanon (Mandats-Libanon)                       |
| |                      |                                                                                     |                                                                                     |
| Tunnelende (Strecke außer Betrieb) |                      |                                                                                     |                                                                                     |
| Tunnel (Strecke außer Betrieb) |                      |                                                                                     |                                                                                     |
| Bahnhof (Strecke außer Betrieb) | 44,0                 | Naqura                                                                              | Naqura                                                                              |
| Bahnhof (Strecke außer Betrieb) |                      | Iskandarouna                                                                        | Iskandarouna                                                                        |
| Bahnhof (Strecke außer Betrieb) | 55                   | Mansouri                                                                            | Mansouri                                                                            |
| Bahnhof (Strecke außer Betrieb) | 59                   | Raʾs al-ʿAin                                                                        | Raʾs al-ʿAin                                                                        |
| Bahnhof (Strecke außer Betrieb) |                      | ar-Raschidiya                                                                       | ar-Raschidiya                                                                       |
| Bahnhof (Strecke außer Betrieb) | 67                   | Tyrus                                                                               | Tyrus                                                                               |
| Bahnhof (Strecke außer Betrieb) | 72                   | Burghliye (البرغلية)                                                                | Burghliye (البرغلية)                                                                |
| Bahnhof (Strecke außer Betrieb) | 76                   | Bordsch el-Haoua (برج الهوا)                                                        | Bordsch el-Haoua (برج الهوا)                                                        |
| Brücke über Wasserlauf (Strecke außer Betrieb) |                      | Litani                                                                              | Litani                                                                              |
| Bahnhof (Strecke außer Betrieb) |                      | Maṭariyat al-Schūmār                                                                | Maṭariyat al-Schūmār                                                                |
| Bahnhof (Strecke außer Betrieb) | 85                   | Inṣāriyya                                                                           | Inṣāriyya                                                                           |
| Bahnhof (Strecke außer Betrieb) | 89                   | Sarafand                                                                            | Sarafand                                                                            |
| Bahnhof (Strecke außer Betrieb) |                      | ʿAddūsiyya (العدوسية)                                                               | ʿAddūsiyya (العدوسية)                                                               |
| Abzweig geradeaus und von links (Strecke außer Betrieb) |                      | ← Anschlussgleis Raffinerie Zahraniye                                               | ← Anschlussgleis Raffinerie Zahraniye                                               |
| Bahnhof (Strecke außer Betrieb) | 99                   | Ghāziyya (غازية)                                                                    | Ghāziyya (غازية)                                                                    |
| Bahnhof (Strecke außer Betrieb) | 102                  | Sayda                                                                               | Sayda                                                                               |
| Brücke über Wasserlauf (Strecke außer Betrieb) | 117                  | Nahr al-Awali                                                                       | Nahr al-Awali                                                                       |
| Abzweig geradeaus und von links (Strecke außer Betrieb) |                      | ← Raʾs an-Nabi Younes                                                               | ← Raʾs an-Nabi Younes                                                               |
| Bahnhof (Strecke außer Betrieb) | 108                  | Bardscha                                                                            | Bardscha                                                                            |
| Bahnhof (Strecke außer Betrieb) |                      | Dschiye                                                                             | Dschiye                                                                             |
| Bahnhof (Strecke außer Betrieb) |                      | Saʿadiyat (السعديات)                                                                | Saʿadiyat (السعديات)                                                                |
| Brücke über Wasserlauf (Strecke außer Betrieb) |                      | Nahr ad-Damur                                                                       | Nahr ad-Damur                                                                       |
| Bahnhof (Strecke außer Betrieb) | 117                  | Damur                                                                               | Damur                                                                               |
| Bahnhof (Strecke außer Betrieb) |                      | Khalde                                                                              | Khalde                                                                              |
| Bahnhof (Strecke außer Betrieb) |                      | Tahwitet el-Ghadir                                                                  | Tahwitet el-Ghadir                                                                  |
| Abzweig geradeaus und von rechts (Strecke außer Betrieb) |                      | Libanonbahn von Damaskus                                                            | Libanonbahn von Damaskus                                                            |
| Bahnhof (Strecke außer Betrieb) | 129                  | Hadath                                                                              | Hadath                                                                              |
| Verschwenkung von links (Strecke außer Betrieb) |                      |                                                                                     |                                                                                     |
| |                      |                                                                                     |                                                                                     |
| Strecke (außer Betrieb) · Kopfbahnhof Streckenanfang (Strecke außer Betrieb) | -3,0                 | Beirut-Maritime 5 m ü.d.M (Normalspur seit 1942)                                    | Beirut-Maritime 5 m ü.d.M (Normalspur seit 1942)                                    |
| |                      |                                                                                     |                                                                                     |
| Strecke (außer Betrieb) · Bahnhof (Strecke außer Betrieb) | -2,0                 | Beirut Port                                                                         | Beirut Port                                                                         |
| Strecke (außer Betrieb) · Bahnhof (Strecke außer Betrieb) | 135,50,0             | Beirut-St-Michel Libanonbahn Ende                                                   | Beirut-St-Michel Libanonbahn Ende                                                   |
| Abzweig geradeaus, nach links und von links (Strecke außer Betrieb) · Strecke nach rechts (außer Betrieb) |                      | Libanonbahn                                                                         | Libanonbahn                                                                         |
| Verschwenkung nach links (Strecke außer Betrieb) |                      |                                                                                     |                                                                                     |
| Bahnhof (Strecke außer Betrieb) | 129                  | al-Dora (الدورا)                                                                    | al-Dora (الدورا)                                                                    |
| Abzweig geradeaus und von rechts (Strecke außer Betrieb) | 127,6                | → ʿAmaret Chalhub                                                                   | → ʿAmaret Chalhub                                                                   |
| Bahnhof (Strecke außer Betrieb) | 124                  | Dschdaide                                                                           | Dschdaide                                                                           |
| Bahnhof (Strecke außer Betrieb) | 122                  | Antelias                                                                            | Antelias                                                                            |
| Bahnhof (Strecke außer Betrieb) | 119                  | Dbayeh                                                                              | Dbayeh                                                                              |
| Brücke über Wasserlauf (Strecke außer Betrieb) | 117                  | Nahr al-Kalb                                                                        | Nahr al-Kalb                                                                        |
| Bahnhof (Strecke außer Betrieb) | 115                  | Ḏuq Mikayel                                                                         | Ḏuq Mikayel                                                                         |
| Bahnhof (Strecke außer Betrieb) | 110                  | Dschunie                                                                            | Dschunie                                                                            |
| Bahnhof (Strecke außer Betrieb) | 109                  | Maʿameltayn (معاملتين; zu Dschunie)                                                 | Maʿameltayn (معاملتين; zu Dschunie)                                                 |
| Bahnhof (Strecke außer Betrieb) | 107                  | Tabardscha                                                                          | Tabardscha                                                                          |
| Bahnhof (Strecke außer Betrieb) | 104                  | Buwār (بوار)                                                                        | Buwār (بوار)                                                                        |
| Brücke über Wasserlauf (Strecke außer Betrieb) |                      | Abraham                                                                             | Abraham                                                                             |
| Bahnhof (Strecke außer Betrieb) | 103                  | Nahr Ibrahim                                                                        | Nahr Ibrahim                                                                        |
| Bahnhof (Strecke außer Betrieb) | 97                   | Dschbail                                                                            | Dschbail                                                                            |
| Bahnhof (Strecke außer Betrieb) | 94                   | ʿAmschit                                                                            | ʿAmschit                                                                            |
| Bahnhof (Strecke außer Betrieb) | 83                   | Batrun                                                                              | Batrun                                                                              |
| Brücke über Wasserlauf (Strecke außer Betrieb) |                      | Nahr el-Jaouz                                                                       | Nahr el-Jaouz                                                                       |
| Bahnhof (Strecke außer Betrieb) | 81                   | Kubba                                                                               | Kubba                                                                               |
| Bahnhof (Strecke außer Betrieb) | 76                   | Hannusch (حنوش)                                                                     | Hannusch (حنوش)                                                                     |
| Tunnel (Strecke außer Betrieb) |                      | Raʾs Schikka-Tunnel etwa 1500m                                                      | Raʾs Schikka-Tunnel etwa 1500m                                                      |
| Abzweig geradeaus und von links (Strecke außer Betrieb) | 68                   | ← Schikka Zementfabrik                                                              | ← Schikka Zementfabrik                                                              |
| Bahnhof (Strecke außer Betrieb) | 66                   | Schikka                                                                             | Schikka                                                                             |
| Bahnhof (Strecke außer Betrieb) | 60                   | Enfeh                                                                               | Enfeh                                                                               |
| Bahnhof (Strecke außer Betrieb) | 50                   | Al-Qalamun                                                                          | Al-Qalamun                                                                          |
| Bahnhof (Strecke außer Betrieb) | 45                   | Abu Khalakheh                                                                       | Abu Khalakheh                                                                       |
| Dienststation / Betriebs- oder Güterbahnhof (Strecke außer Betrieb) | 43                   | Al-Bahssas                                                                          | Al-Bahssas                                                                          |
| Abzweig geradeaus, nach links und von links (Strecke außer Betrieb) |                      | ↔ Hafen Tripoli                                                                     | ↔ Hafen Tripoli                                                                     |
| Bahnhof (Strecke außer Betrieb) | 41                   | Tripoli                                                                             | Tripoli                                                                             |
| Strecke (außer Betrieb) |                      | ↓ Bahnstrecke nach Homs und Istanbul                                                | ↓ Bahnstrecke nach Homs und Istanbul                                                |

Die Bahnstrecke Haifa–Beirut–Tripoli (HBT-Linie) verband die genannten Städte von 1942 bis 1946 über insgesamt 229 km und war in Normalspur ausgeführt.

## Rahmenbedingungen
Die Strecke war eine Verlängerung der zunächst schmalspurigen Bahnstrecke Haifa–Akko der Hedschasbahn. Vom aus dem Königreich Ägypten 1920 in Normalspur angeschlossenen Haifa führte ab 1937 auf der Akkobahn ein Dreischienengleis nordwärts bis Qirjat Motzkin, wo ab September 1941 die HBT-Linie abzweigte. Sie schloss die Lücke in der normalspurigen Verbindung zwischen der Türkei und Ägypten. Bis dahin musste aller Verkehr in dieser Verbindung zwischen Damaskus und Haifa die schmalspurige Hedschasbahn und die Bahnstrecke Haifa–Darʿā nutzen. Anlass für den Bau war, nach dem Syrisch-Libanesischen Feldzug (Juni 1941) des Vereinigten Königreichs dessen Einfluss östlich und nördlich des Sueskanals im Zweiten Weltkrieg zu konsolidieren, der zuvor u. a. durch französische Truppen in Syrien gefährdet war, die sich zu Gunsten des mit Deutschland verbündeten Vichy-Regimes erklärt hatten.

## Trassierung
Verschiedene Trassen wurden in Erwägung gezogen. Der nördlichste Punkt, den eine normalspurige Strecke von Ägypten kommend, erreichte, war Haifa. Die südlichsten Punkte, die von der aus der Türkei kommenden normalspurigen Bagdadbahn erreicht werden konnten, waren Tripoli an der Mittelmeerküste und Rayak in den Bergen des Libanon. Gegen die in Luftlinie kürzere Verbindung nach Rayak sprach die gebirgige Topografie, die viele Ingenieurbauten erfordert hätte und dass in erheblichem Umfang in hartem Basaltgestein hätte gearbeitet werden müssen. Da die Briten sowieso die Seehoheit hatten, fiel die Entscheidung zu Gunsten einer Strecke entlang der Küste. Die Bahn musste allerdings an manchen Stellen so nahe an das Meer gebaut werden, dass bei stürmischer See Wellen gegen Züge schlugen und es während der wenigen Betriebsjahre zu mehreren Ausspülungen der Trasse kam. Die Strecke dürfte auch die einzige sein, die je von einem U-Boot torpediert wurde (der Schaden soll minimal gewesen sein).

## Bau

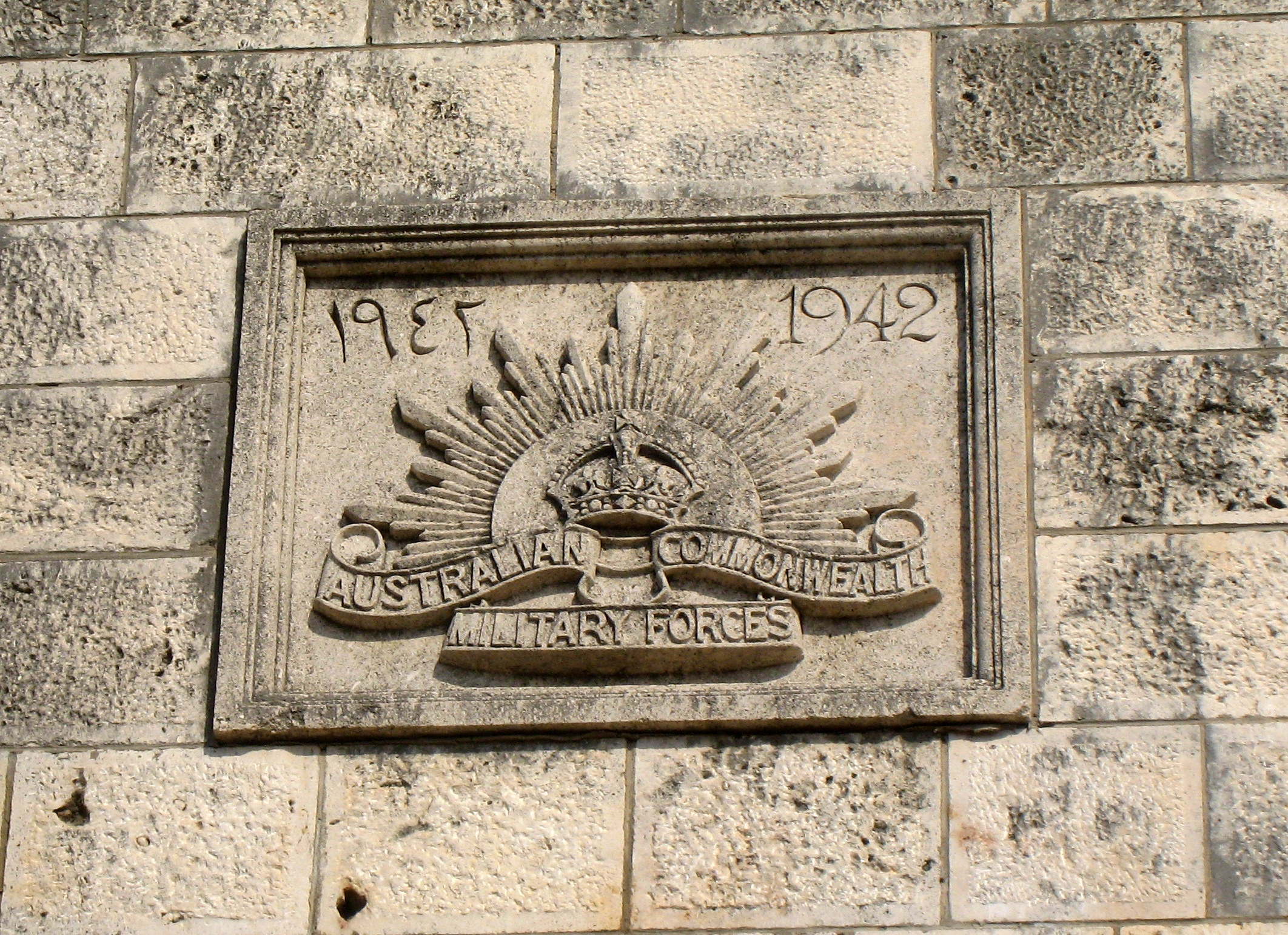
Tafel von 1942 australischer Militäreisenbahner an einem Bahnbauwerk im Libanon, 2008

Die Strecke wurde ab September 1941 durch Eisenbahn-Militär-Kontingente aus dem Britischen Commonwealth und Zivilingenieure auf Rechnung des War Office gebaut. Den Abschnitt Haifa-Beirut errichteten südafrikanische Zivilingenieure, die Strecke Beirut-Tripoli australisches Militär. Die Tunnel wurden von Bergleuten aus südafrikanischen Goldminen gebaut.
Das Schmalspurgleis von Haifa nach Akko wurde bis zum Anschluss Naʿaman als Dreischienengleis ausgebaut (19 km) und von dort die normalspurige Strecke nach Norden weiter geführt.  Im südlichen Abschnitt, Haifa-Beirut, entstanden sieben größere, acht kleinere Brücken und 98 Durchlässe. Im nördlichen, Beirut-Tripoli, mussten neun größere und zahlreiche kleinere Brücken errichtet werden. Außerdem war eine Reihe von Tunneln anzulegen. Die Bauzeit betrug etwa ein Jahr, sechs Monate weniger als ursprünglich geschätzt.

## Betrieb
Die Strecke wurde abschnittsweise für den Betrieb freigegeben:
- Tripoli-Schikka am 22. Juli 1942
- Haifa-Beirut im August 1942
- Die Gesamtstrecke am 22. Dezember 1942. Dazu fand eine offizielle Zeremonie statt.

Die Strecke wurde durch Militär und mit Fahrzeugen des Militärs betrieben und diente fast ausschließlich dem militärischen Verkehr. In der Praxis wurden Personenzüge von HBT-Lokomotiven und -Personal bis Haifa gefahren, also auch über den kurzen Dreischienenabschnitt nördlich von Haifa, der zur Palestine Railways (PR) gehörte. Bei den übrigen Zügen fand der Personal- und Lokwechsel in Tel Achsiv (Azzib/az-Zib), heute: Betzet, nördlich von Naharija statt, wo die HBT ein großes Depot und einen Verschiebebahnhof betrieb. Südlich von Tel Achsiv wurden die Züge mit PR-Lokomotiven und -Personal gefahren. Die anderen großen Bahnbetriebswerke wurden in Bahsas, südlich von Tripoli, und in Beirut eingerichtet.
Am 1. Juli 1945 wurde schließlich die HBT-Linie zwischen Haifa und Naharija mit einem Eröffnungszug für den zivilen Verkehr freigegeben. Auf der Gesamtstrecke gab es aber nie Zivilverkehr. Die britischen Militärbehörden lehnten die Öffnung des durchgehenden Verkehrs von Istanbul nach Kairo ab. So verkehrte der Taurus-Express ab 1946 zweimal wöchentlich mit Kurswagen nach Tripoli, und die Passagiere wurden im Anschluss auf der Straße nach Haifa weiterbefördert. 1948 sind die Kurswagen nach Tripoli nicht mehr verzeichnet. 1949 betrachtete die internationale Fahrplankonferenz – entgegen allen inzwischen stattgefundenen politischen Umbrüchen im Nahen Osten (siehe Palästinakrieg) – die Unterbrechung der Strecke noch als provisorisch.

## Fahrzeuge
Seit ca. 1943 fuhren erstmals auch Diesellokomotiven die HBT-Linie. Von Whitcomb gebaut, leisteten sie 650 PS.
Für die HBT-Linie wurden Personenwagen der Breitspur von der Great Indian Peninsula Railway importiert und vor Ort für Normalspur umgearbeitet.

## Betrieb in Israel und Ende im Libanon
Die HBT-Linie wurde nördlich der späteren israelischen Staatsgrenze Ende 1946 von Großbritannien für 5 Mio. L£ an den Libanon verkauft und durch die Eisenbahn Damas–Hama et Prolongements (D.H.P.) weiter betrieben. Im Juni des gleichen Jahres stellte das britische Militär den Betrieb der HBT-Linie nördlich von Tel Achziv / Betzet ein. Der Grenzübergang zum Libanon sollte nie wieder befahren werden.
Die in Palästina gelegene Strecke wurde zwei Jahre später in das Netz der Rakkevet Israel (RI) integriert und bildet heute den nördlichen Ast der Küstenbahn von deren Nord-Süd-Hauptlinie Naharija–Beʾer Scheva.
Prominentestes bauliches Relikt der nördlich von Betzet abgetragenen Strecke sind die Tunnel in der in das Mittelmeer hineinragenden Klippe von Rosch haNiqra (arabisch Raʾs an-Naqura). Durch einen von diesen verläuft die Grenze zwischen Israel und dem Libanon.
Die RI-Reisezuglinien 3 (Hellgrüne Linie), 4 (Grüne Linie), 5 (Orange Linie), 7 (Braune Linie) und die Nördliche Nachtlinie bedienen (2024) – teils nur abschnittsweise – die Halte auf dem israelischen Streckenteil der HBT-Bahn. Von Haifa bis zur Grenze bestehen auf der HBT-Linie die Halte Haifa – Merkasit haMifratz, Haifa – Chutzot haMifratz, Haifa – Qirjat Chajim, Qirjat Motzkin, ʿAkko und Naharijjah sowie der Güterbahnhof Betzet. 
| Linie / Endstationen                        | Verlauf |
| ------------------------------------------- | --- |
| Hellgrüne Linie (3) der RI                  | Strecken (HBT-Linie, Hauptlinie, Schnellbahn Tel Aviv–Jerusalem, -Bahn) und Halte |
| Naharijjah – Modiʿin: 17 Halte              | Naharijjah • ʿAkko • Qirjat Motzkin • Haifa – Qirjat Chajim • Haifa – Chutzot haMifratz • Haifa – Merkasit haMifratz • Haifa – Merkaz haSchmonah • Haifa – Bat Gallim • Haifa – Chof haKarmel • ʿAtlit • Tel Aviv – Universsitah • Tel Aviv – Savidor Merkaz • Tel Aviv – haSchalom • Tel Aviv – haHagannah • Flughafen Ben Gurion • Paʾatei Modiʿin • Modiʿin – Merkaz                                                                                   |
| Grüne Linie (4) der RI                      | Strecken (HBT-Linie, Hauptlinie, J&J-Linie) und Halte |
| Naharijjah – Beʾer Scheva: 21 Halte         | Naharijjah • ʿAkko • Qirjat Motzkin • Haifa – Qirjat Chajim • Haifa – Chutzot haMifratz • Haifa – Merkasit haMifratz • Haifa – Merkaz haSchmonah • Haifa – Bat Gallim • Haifa – Chof haKarmel • Tel Aviv – Universitah • Tel Aviv – Savidor Merkaz • Tel Aviv – haSchalom • Tel Aviv – haHagannah • Lod • Ramlah • Maskeret Batjah • Qirjat Malʾachi – Joʾav • Qirjat Gat • Lehavim – Rahat • Beʾer Scheva – Zafon / Universsitah • Beʾer Scheva – Merkaz |
| Orange Linie (5) der RI:                    | Strecken (Karmiʾelbahn, HBT-Linie, Hauptlinie, J&J-Linie) und Halte |
| Karmiʾel – Beʾer Scheva: 18 Halte           | Karmiʾel • Achihud • Qirjat Motzkin • Haifa – Merkasit haMifratz • Haifa – Merkaz haSchmonah • Haifa – Bat Gallim • Haifa – Chof haKarmel • Binjaminah • Caesareia–Pardes Channah • Chaderah – Maʿarav • Tel Aviv – Universitah • Tel Aviv – Savidor Merkaz • Tel Aviv – haSchalom • Tel Aviv – haHagannah • Lod • Qirjat Gat • Beʾer Scheva – Zafon / Universsitah • Beʾer Scheva – Merkaz                                                               |
| Braune Linie (7) der RI:                    | Strecken (Karmiʾelbahn, HBT-Linie, Hauptlinie) und Halte |
| Karmiʾel–Haifa – Chof haKarmel: 9 Halte     | Karmiʾel • Achihud • Qirjat Motzkin • Haifa – Qirjat Chajim • Haifa – Chutzot haMifratz • Haifa – Merkasit haMifratz • Haifa – Merkaz haSchmonah • Haifa – Bat Gallim • Haifa – Chof haKarmel |
| Nördliche Nachtlinie der RI                 | Strecken (HBT-Linie, Hauptlinie, Schnellbahn Tel Aviv–Jerusalem) und Halte |
| Naharijjah – Flughafen Ben Gurion: 16 Halte | Naharijjah • ʿAkko • Qirjat Motzkin • Haifa – Merkaz haSchmonah • Haifa – Bat Gallim • Haifa – Chof haKarmel • Binjaminah • Caesareia–Pardes Channah • Chaderah – Maʿarav • Netanjah • Herzlia • Tel Aviv – Universitah • Tel Aviv – Savidor Merkaz • Tel Aviv – haSchalom • Tel Aviv – haHagannah • Flughafen Ben Gurion |